# 嫌疑
| ウィキペディアには「嫌疑」という見出しの百科事典記事はありません（タイトルに「嫌疑」を含むページの一覧/「嫌疑」で始まるページの一覧）。 代わりにウィクショナリーのページ「嫌疑」が役に立つかもしれません。 |